# جاش لوکاس
جاش لوکاس (به انگلیسی: Josh Lucas) با نام تولد جاشوا لوکاس (زاده ۲۰ ژوئن ۱۹۷۱) بازیگر آمریکایی است بیشتر با سریال رودخانه برفی شناخته می‌شود.
او در فیلمهایی همچون راه افتخار، ذهن زیبا، هالک، النور عزیز و جریان نهفته ظاهر شده‌است.

## اوایل زندگی
لوکاس در سال ۱۹۷۱ در لیتل راک، آرکانزاس زاده شد. مادرش میشل ماما پرستار و پدرش دندان پزشک بخش اورژانس بود.

## فعالیت هنری
جاش پس از فارغ‌التحصیل شدن از دبیرستان به هالیوود نقل مکان کرد. او بازیگری را از نوزده سالگی و در نقش‌های کوچک آغاز کرد. او تا چند سال ایفاگر نقش‌های بسیار کوچکی در فیلمهایی همچون پدری بود. پس از ان به استرالیا رفت تا در یکی از نقش‌های اصلی سریال رودخانه برفی به ایفای نقش بپردازد. او در این سریال در نقش لوک مک گرگور جوان مغرور و بی پروا و برادر زاده مت مک گرگور با بازی بازیگر استرالیایی اندرو کلارک بازی می‌کرد. وی در این سریال با گای پیرس که هم‌اکنون از ستارگان هالیوودی است، نیز همبازی شد. وی پس از ایفای نقش در سیزده قسمت و فصل اول سریال در طی مصاحبه ای ادعا کرد که با وجود محیط دوستانه در بین عوامل سریال اما او دلش برای ایالات متحده تنگ شده‌است و قصد ترک گروه را دارد. اینگونه شد که در یکی از قسمت‌ها نقش لوک مک گرگور کشته می‌شود.
پس از بازگشت به آمریکا هنوز به وی نقش‌های پسران دبیرستانی و دانشجو پیشنهاد می‌شد و وی احساس می‌کرد که این نقش‌ها مناسب با سن و سالش نیستند. تا اینکه جورج سی اسکات به وی گفت که نیازمند به گرفتن درس‌های بازیگری و بالا بردن استعدادش است. مدت کوتاهی پس از ان جاش هالیوود را ترک و به نیویورک نقل مکان کرد جایی که وی دانش خود را به وسیله چندین مربی بازیگری، بالا برد. پس ازآن او موفق شد در فیلم ابی واقعی محصول ۱۹۹۶ در نقش اصلی ظاهر شود. وی همچنین در سال ۱۹۹۷ توانست در فیلمی مستقل و غیر معروف به نام احتمالاً حتمی که فیلمی کمدی بود نقش اصلی را بازی کند.
او بعدها توانست در فیلم‌های مطرحی همچون روانی آمریکایی، وزن اب، وقتی غریبه‌ها ظاهر شدند ذهن زیبا، هالک، شیرهای دست دوم، وکیل لینکلن با بازیگران مطرحی همچون کریستین بیل، شون پن، رادا میشل راسل کرو، جنیفر کانلی و هالی جوئل آزمنت در نقش‌های حاشیه‌ای ظاهر شود.
او از بازیگرانی محسوب می‌شود که سال‌ها طول کشید تا بتواند خود را تبدیل به ستاره هالییودی بکند. وی برای اولین بار در فیلم در خم جاده محصول ۲۰۰۴ در کنار بازیگرانی مطرحی همچون مایکل کین و کریستوفر والکن در نقش اصلی ظاهر شد و پس از ان با حضورش در فیلم‌های پر خرجی همچون مخفی کاری. راه افتخار و پوزیدون تبدیل به یکی از ستارگان هالیوود شد.
او همچنین در فیلم‌های دزدیده شده، طاووس، بویچویر، وزن آب، النور عزیز، سرزمین عجایب بازی کرده‌است.
وی در سال ۲۰۱۹ با بازی در فیلم فورد در برابر فراریکه از فیلمهای برگزیده اسکار ۲۰۲۰ بود توانست موفقیت مهمی در هالیوود کسب کند.

## زندگی شخصی
لوکاس در نیویورک زندگی می‌کند. وی همچنین مالک منزلی در لورل کانیون، لس آنجلس، کالیفرنیا است.
جاش در سال ۲۰۰۳ با بازیگر مکزیکی سلما هایک و در سال ۲۰۰۹ به مدت چهار ماه با هنرپیشه کانادایی ریچل مک‌آدامز رابطه داشته‌است.